# Castillon-Savès
Castillon-Savès (en occitano, Castilhon Savés) es una comuna francesa situada en el departamento de Gers, en la región de Occitania.

## Demografía
| 245 | 217 | 160 | 170 | 174 | 206 | 342 |
| Para los censos de 1962 a 1999 la población legal corresponde a la población sin duplicidades (Fuente: INSEE [Consultar]) |     |     |     |     |     |     |